# Bibelfilm
Die Verarbeitung von Stoffen der Bibel im Film ist seit der Stummfilmzeit ein wiederkehrendes Motiv der Filmnarration. Der Bibelfilm steht dabei im Konflikt zwischen kommerzieller Unterhaltung und theologisch-christlicher Werktreue. Er bedient sich häufig Motiven des 1. Buch Mose (Schöpfungsgeschichte, Arche Noah, Sodom und Gomorra) und weiterer bekannter Geschichten und Personen des Alten Testaments (wie Moses, dem die Zehn Gebote übergeben werden, des Paars Samson und Delila, Ruths oder König Davids). Aus dem Neuen Testament werden besonders die Evangelien thematisiert oder schwerpunktmäßig einzelne Personen daraus (z. B. Jesus, die Jungfrau Maria oder Salome).

## Geschichte

### Die Anfänge: Der Stummfilm
Die ersten Stummfilme mit Bibelbezug widmeten sich 1897 der Passion Jesu. Der Stoff wurde zuerst von den Brüdern Albert und Basile Kirchner sowie Georges-Michel Coissac verfilmt, kurz darauf von den Brüdern Lumière. Die frühen Bibelfilme mit einer Länge von 10 bis 15 Minuten reihten einzelne Szenen lose aneinander, in denen Laiendarsteller agierten.
Die Kirche reagierte zunächst reserviert. In einem Hirtenbrief heißt es zum neuen Medium Film: „Das schlimmste ist, daß auch diese an sich großartige Erfindung vielfach zur Schlechtigkeit mißbraucht, daß die Lichtbildbühne vielfach zu einer neuen Schaubühne der Unzucht gemacht wird.“ Nach der Jahrhundertwende erkannte die Kirche jedoch das Potenzial des neuen Mediums und versuchte, Urheberrechtsansprüche geltend zu machen.
Ab 1910 wurden die Jesus-Filme aufwendiger: Nun wurde an historischen Orten wie Ägypten gedreht, und die Filme erhielten Zwischentitel, oft einzelne Bibelzitate. Die Länge der Filme nahm zu, zudem wurden die Rollen nicht mehr vorwiegend mit unbekannten Laienspielern, sondern eher mit professionellen Darstellern besetzt.

### Die Blüte: Monumentalfilme

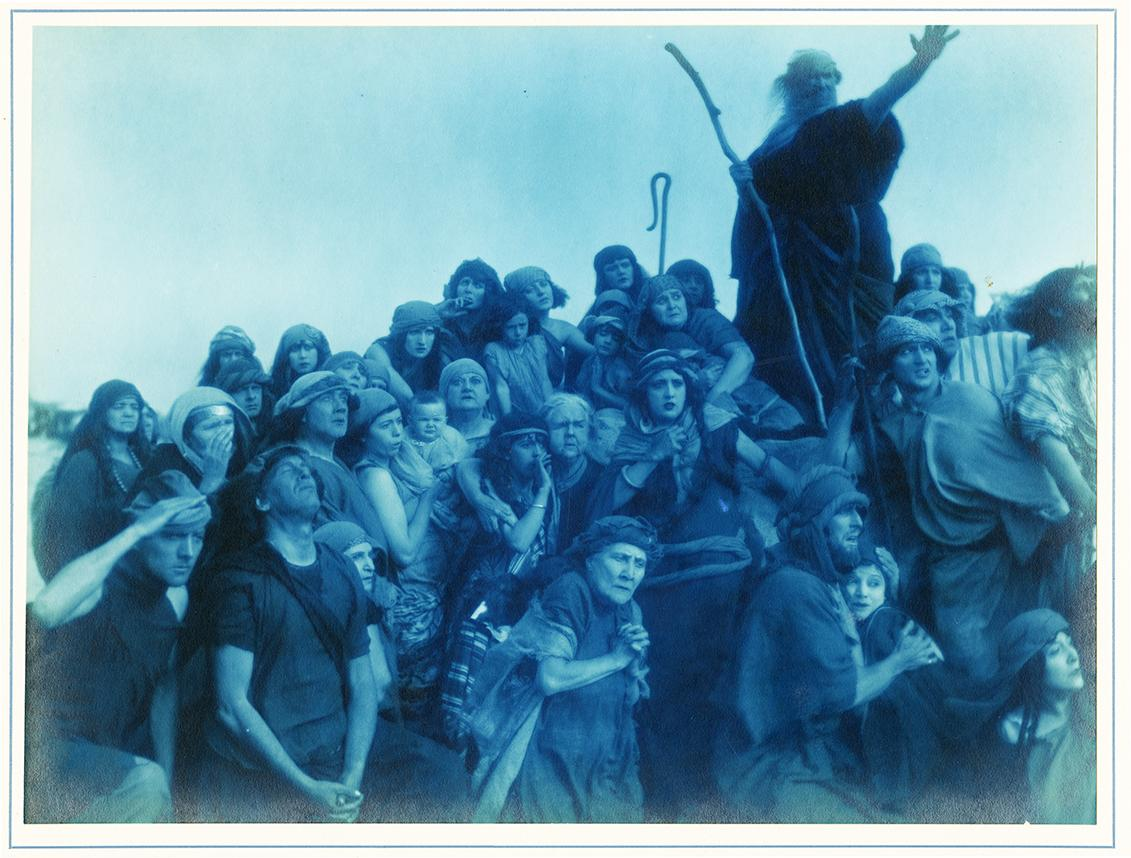
Die zehn Gebote (1923)

Ab 1920 konzentrierten sich die Filme vermehrt auf die ganze Geschichte des Alten Testaments oder einzelnen Figuren daraus. Unter Vernachlässigung der narrativen Elemente wurden nun Materialschlachten mit Massenszenen und aufwendigen Kulissen bevorzugt. Mit teilweise mehr als 50.000 Komparsen wurde die Schaulust der Kinobesucher befriedigt. In dieser Zeit entstanden die Filme Samson und Delila von Alexander Korda, Sodom und Gomorrha von Michael Curtiz (beide 1922) sowie Die Zehn Gebote (1923) von Cecil B. DeMille.
Mit Erfindung des Tonfilms in den 1930er Jahren konnte die Realitätstreue durch Geräusche und unterlegte Musik intensiviert werden. Nun wurden vor allem die Kreuzigungsszenen eindringlicher dargestellt, sodass das Leiden Jesu, das Annageln ans Kreuz, seine Schmerzen vom Zuschauer miterlebt werden konnten.
Nach dem Krieg war es Cecil B. DeMille, der die Paramount überzeugte, eine schon über ein Jahrzehnt in der Schublade liegende Bibelverfilmung an die Hand zu nehmen. Mit Samson und Delilah (1949) begann der Wiederaufstieg des Bibelfilms in Hollywood. Der unerwartete Erfolg ließ auch die anderen großen Filmstudios in diese Richtung planen. Zunächst ging die 20th Century-Fox mit David und Bathseba (1951) an den Start. Später kam die Columbia mit Salome (1953) hinzu. Neben der aufwändigen Szenerie in Technicolor waren es vor allem die melodramatische Liebesgeschichten, die die Gunst des Publikums sicherten. Der erste Film dieses Genres in CinemaScope war Tempel der Versuchung (1955) und wurde durch die Metro-Goldwyn-Mayer veröffentlicht. Mit Die zehn Gebote (1956) ging die Erfolgswelle weiter, bei der sich die Produktionen mit immer größeren Massenszenen und tausenden von Statisten zu überbieten versuchten, und die ihren Höhepunkt mit Ben Hur (1959) fand.
In den 1960er Jahren wurde teilweise davon Abstand genommen, alle Einzelheiten der Bibel effektvoll nachzuzeichnen. So werden die Wunder Jesu in König der Könige von Nicholas Ray nur indirekt angedeutet und Jesus vermenschlicht. Die Filme bemühten sich darum, Jesus sorgfältig zu charakterisieren, z. B. in Die größte Geschichte aller Zeiten (1963). Der Produzent Dino De Laurentiis unternahm in den 1960er Jahren zudem den Versuch, die Bibel als Kette von Filmen zu adaptieren, darunter Die Bibel (1966) von John Huston. Roberto Rossellini versuchte in seinen „didaktischen Fernsehfilmen“ in fünf Teilen Die Geschichte der Apostel (1969) zu erzählen.

### Kritische Filme, Satiren und Musicals
In den späten 1960er Jahren, aber auch bereits in den Jahren davor, traten die historischen Darstellungsformen zugunsten biographischer oder auch fiktiver Elemente zurück. Eine „Erosion des direkt aber naiv gelebten Glaubens“ war erkennbar, sodass Bibelverfilmungen statt von Heldentum nun von Zweifel und von menschlicher Schwäche handelten.
Damit einher ging eine gewandelte Ästhetik, die sich in der Nouvelle Vague ausdrückte. Einen der radikalsten Bibelfilme dieser Zeit drehte Pier Paolo Pasolini mit Das 1. Evangelium – Matthäus (1964), der nach seinem Erscheinen eine heftige Kontroverse auslöste. Durch den freieren Umgang mit dem biblischen Stoff entstanden in den darauffolgenden Jahren auch Parodien wie Das Leben des Brian (1979), Das Gespenst (1982) oder Jesus – Der Film (1986). Zudem waren Musical-Filme wie Godspell und Jesus Christ Superstar (beide 1973) große Publikumserfolge.
In den 1980er Jahren ist neben Die letzte Versuchung Christi (1988) von Martin Scorsese vor allem Jesus von Montreal (1989) zu nennen. In seiner mit zahlreichen Preisen ausgezeichneten „allegorischen Übertragung“ verortete Denys Arcand die Rolle Jesu in der damaligen Kirche. Anfang der 1990er Jahre gab Leo Kirch die wohl ambitionierteste Bibelverfilmung in Auftrag, indem er die Bibel zwischen 1993 und 2000 in insgesamt 12 Teilen realisierte.

### Gegenwart
Bibelfilme im klassischen Sinn waren in den 2000er Jahren so gut wie verschwunden. Filme wie Die Passion Christi (2004) galten als Ausnahmeerscheinung. Erst seit den 2010er Jahren erlebt das Genre eine Renaissance, seitdem sich die Hollywood-Studios in der Krise auf die altbekannten Stoffe besinnen. So sind Noah und Exodus: Götter und Könige (beide 2014) Ausdruck einer neuen Welle von Bibelfilmen, welche sich durch eine eher freie Interpretation des Stoffes sowie durch den stärkeren Einsatz von Spezialeffekten auszeichnet.